# 哈里·哈里森
哈里·哈里森（Harry Harrison，1925年3月12日—2012年8月15日），美国著名科幻作家，生于美国康涅狄格州斯坦福。著名作品有《死亡世界》系列、《不锈钢老鼠》系列、《伊甸园三部曲》等。他曾第一任世界科幻小说协会主席。

## 生平
1925年，哈里森出生在美国康涅狄格州斯坦福。
1943年，哈里森加入美国陆军航空队，他担任狙击手、军事警察和炮术讲师。
20世纪50年代，哈里森开始创作漫画和科幻小说。
1965年，哈里森和英国作家布赖恩·奥尔迪斯联合办了世界上第一个严肃的科幻文学批评杂志《科幻地平线》。
1979年，哈里森再度和布赖恩·奥尔迪斯在都柏林创建了世界科幻大会（WSF）。
2012年，哈里森在英国英格兰去世，87岁。

## 风格
哈里森的作品风格严谨，但是也有部分幽默和反讽的作品，他擅长使用“模仿、致敬或解构传统科幻冒险剧”等手法写作。

## 作品
- 《死亡世界》
- 《让地方！让地方！》
- 《宇宙英雄比尔》
- 《不锈钢老鼠》系列，内蒙古少儿出版社，文彬编译，2002年，ISBN 9787531215035。